# Phylloscopus fuscatus
Il luì scuro (Phylloscopus fuscatus Blyth, 1842) è un uccello passeriforme della famiglia delle Phylloscopidae; è endemico dell'ecozona paleartica.

## Descrizione
Per forma e dimensioni ricorda il luì piccolo (P. collybita). Gli adulti hanno il dorso marrone senza striature e la ragione ventrale con piumaggio marrone chiaro. Il supercilium è prominente e biancastro; il becco è sottile e appuntito. Il dimorfismo sessuale è quasi inesistente; di contro, gli esemplari giovani hanno una colorazione più olivastra nella parte superiore.

## Biologia
Il suo canto è un fischio monotòno e il suo richiamo è gracchiante e ruvido. Si avvale del richiamo (udibile a maggiore distanza rispetto al fischio) soprattutto quando si trova lontano dalle aree di riproduzione, potendo così farsi udire dai rari esemplari sparsi nei dintorni.
Costruisce il nido in un cespuglio; depone mediamente 5-6 uova.
Si tratta di un uccello insettivoro, ma può consumare anche cibi vegetali, tra cui le bacche.

## Distribuzione e habitat
Nel periodo riproduttivo vive tra Siberia, Corea del Nord, Cina interna, Mongolia ed estremitò orientale del Kazakistan; compie lunghi percorsi di migrazione invernale verso le aree a clima tropicale dell'Asia meridionale e del Sud-Est asiatico. È più raro in America settentrionale, dove è stato osservato in Alaska e in California. Il luì scuro può tuttavia raggiungere anche altre aree; non è raro osservarlo in Europa occidentale in ottobre, nonostante la distanza di circa 3 000 km dal suo areale consueto. Sono stati documentati svernamenti dell'uccello in Gran Bretagna.
È molto comune nelle torbiere della taiga, così come negli ambienti palustri.